# Xalpatláhuac (kommun)
Xalpatláhuac är en kommun i Mexiko.   Den ligger i delstaten Guerrero, i den sydöstra delen av landet, 230 km söder om huvudstaden Mexico City. Antalet invånare är 12 615.
Följande samhällen finns i Xalpatláhuac:
- Xalpatláhuac
- Xilotepec
- Igualita
- El Platanar
- Tlaxco
- Yerba Santa
- Petlacalancingo
- Quiahuitlatzala
- Ahuejutla
- Tlacotla
- San Miguelito
- San Martín Amatitlán
- Tlayahualco